# Postconstructivismo

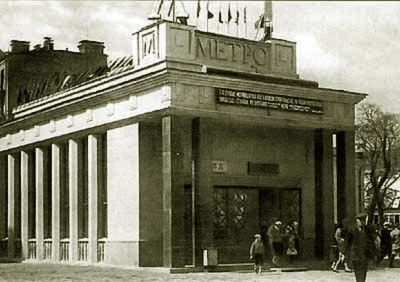
Moscú, Parque Kultury, Pabellón de entrada, por G.T. Krutikov, V.S. Popov, 1935, demolido en 1949. Obsérvense las esbeltas columnas cuadradas sin capiteles.

El postconstructivismo fue un estilo arquitectónico de transición que existió en la Unión Soviética en la década de 1930, típico de la arquitectura estalinista anterior a la Segunda Guerra Mundial. El término postconstructivismo fue acuñado por Selim Khan-Magomedov, historiador de la arquitectura, para describir el producto de la migración de los artistas de vanguardia al neoclasicismo estalinista. Khan-Magomedov identificó el postconstructivismo con los años 1932-1936, pero el largo tiempo de construcción y la enorme extensión del país ampliaron el periodo hasta 1941.
La existencia de este estilo es evidente, pero la explicación de Khan-Magomedov de su evolución como un proceso natural dentro de la comunidad arquitectónica, y no como resultado de la dirección política del Partido y el Estado, es muy discutida.

## Tesis de Khan-Magomedov
Esta sección se basa en la obra de Khan-Magomedov Arquitectura de vanguardia soviética, vol. 1, "De la vanguardia al postconstructivismo y más allá".

### Contexto
En 1932-1933, durante el concurso del Palacio de los Soviets, el Estado envió un claro mensaje a los arquitectos: la era de la experimentación había terminado y los nuevos edificios debían seguir el canon clásico. En aquella época, la profesión arquitectónica se dividía en tres generaciones:
- Arquitectos neoclásicos maduros (la mayoría de cincuenta y sesenta años), como Ivan Fomin, Alexey Shchusev e Ivan Zholtovsky. Su excelente formación[Nota 1] y experiencia les llevó al éxito en cualquier estilo: Art Nouveau, Neoclasicismo y Constructivismo.
- Un movimiento de vanguardia más joven y diverso (a su vez dividido en racionalistas y constructivistas). A excepción de los hermanos Vesnin, pocos constructivistas habían adquirido experiencia profesional antes de la Primera Guerra Mundial; la guerra, la Revolución de 1917 y la Guerra Civil paralizaron cualquier nueva construcción durante una década (1914-1926). En 1927-1929, los antiguos teóricos Nikolai Ladovsky, Moisei Ginzburg e Ilya Golosov se apartaron de los debates públicos y se dedicaron a la construcción práctica y la planificación urbana. En 1933, no llevaban más de siete años de práctica y acababan de entrar en su propia edad de madurez.
- Por último, los estudiantes de canto de la "Escuela Proletaria", miembros de la VOPRA: la "clase de 1929" (Arkady Mordvinov, Karo Alabyan). Formados por los líderes constructivistas en un estilo que denominaron "vanguardia estéril", desconocían por completo el legado clásico y carecían de experiencia práctica. Lo compensaron con ataques y acusaciones políticas de izquierdas, en particular una campaña contra Ivan Leonidov.

### Nacimiento del estilo
Según Khan-Magomedov, dos precursores del estilo fueron Ivan Fomin e Ilya Golosov. Convergieron en la misma forma desde direcciones opuestas: el neoclasicismo y el constructivismo. El concepto de Fomin, fácilmente formulable, erigido en acero y granito en Moscú (Edificio Dinamo), fue bien comprendido incluso por la juventud inexperta. "La juventud seguía instintivamente a quienes lograban declarar claramente su postura. La juventud creía que este periodo era una etapa cultural autosuficiente, no una transición a otra cosa". En 1933-34, Golosov se deshizo públicamente de la vanguardia. Volvió al neoclasicismo, intentando evitar citas directas del pasado. Por ejemplo, utilizó columnas cuadradas en lugar de las tradicionales redondas. Las columnas cuadradas, esbeltas y sin capiteles se convirtieron en una marca distintiva del estilo emergente. Las participaciones de Golosov en concursos públicos de diseño dieron a conocer su estilo a numerosos seguidores.
Ivan Fomin e Ilya Golosov. Conceptos originales (nunca materializados):

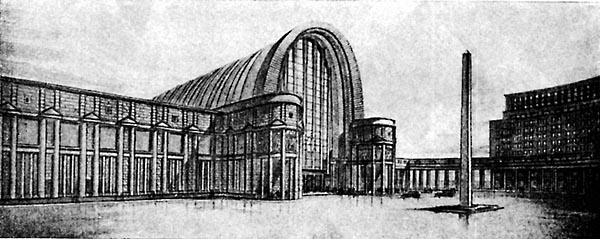
Ivan Fomin. Terminal ferroviaria de Kursky, 1933.
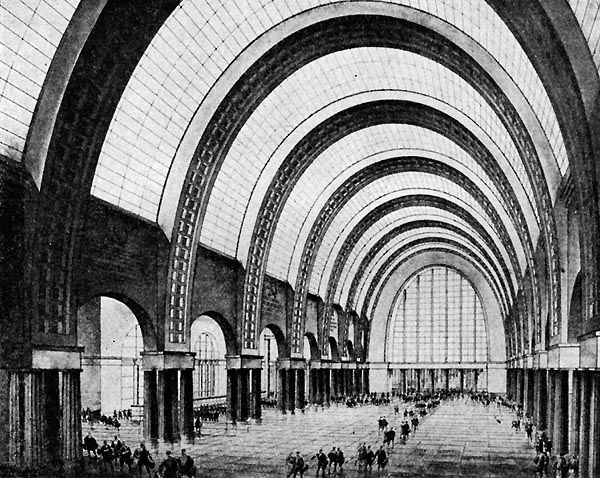
Ivan Fomin. Terminal ferroviaria de Kursky, 1933.

### Estilo definido
Khan-Magomedov definió el postconstructivismo como "formas neoclásicas sin detalles neoclásicos". Golosov y sus seguidores sustituyeron deliberadamente los detalles históricos probados (columnas, capiteles, frisos y cornisas) por sus invenciones, para diferenciarse de los revivalistas puros. Los volúmenes principales siguen las reglas clásicas y suelen ser perfectamente simétricos.
Ilya Golosov y Vladimir Vladimirov. Edificios de apartamentos en Moscú:

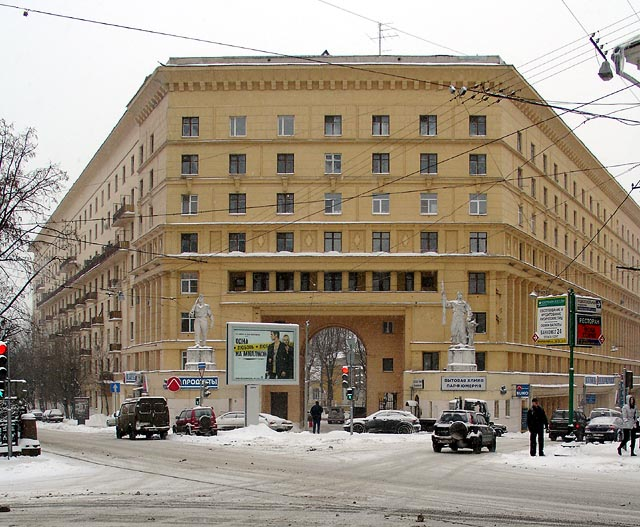
Ilya Golosov. Yauzsky, 2, 1936-1941.
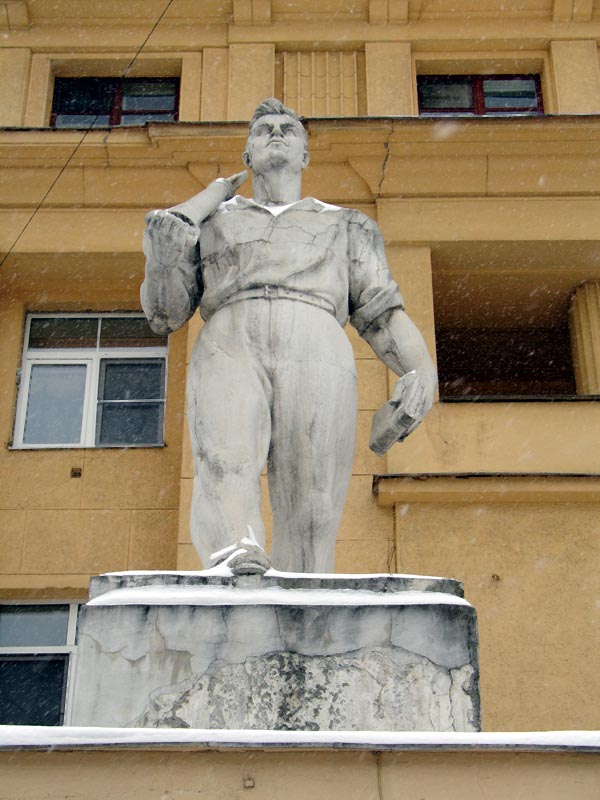
Ilya Golosov. Yauzsky, 2, fragmento.
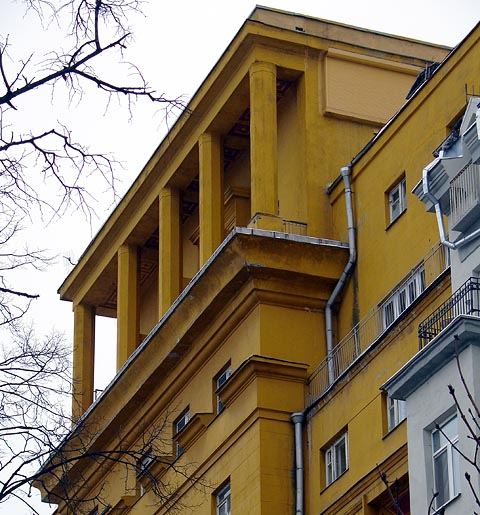
Vladimirov. Aviazhilstroy, Estanques Patriarshy, Ático con columnas octogonales.
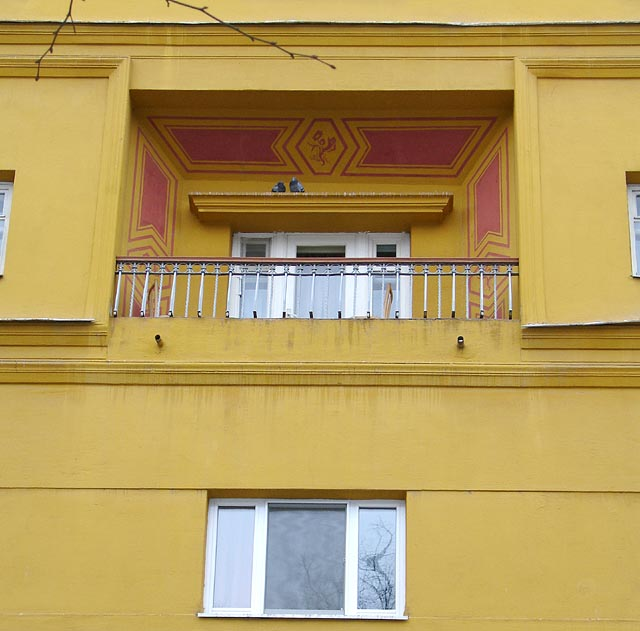
Vladimirov. Aviazhilstroy, Estanques Patriarshy, Balcón.

### Reconocimiento
El postconstructivismo se benefició de una reacción natural contra las vanguardias y los eclecticismos del pasado. Se percibía como algo nuevo y, al mismo tiempo, permitía grandes edificios que eran del gusto de la élite provinciana. Otra ventaja en una época de racionamiento total era que, a diferencia del constructivismo, el nuevo estilo minimizaba el uso del acero y el cemento, volviendo a la mampostería primitiva con suelos y tabiques de madera. Esto ayuda a explicar la difusión del postconstructivismo en la década de 1930.
Evolución - Del constructivismo al postconstructivismo y al estalinismo (Moscú):

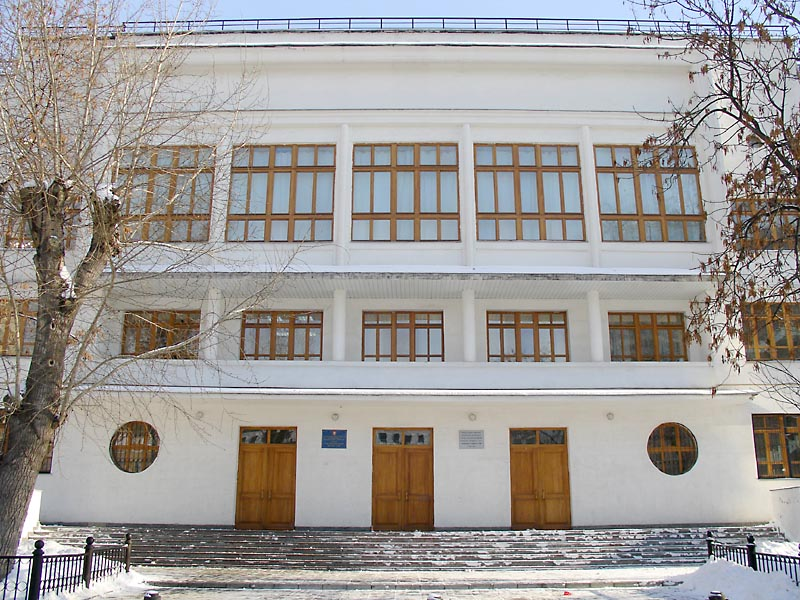
Escuela 518 de Ivan Zvezdin, 1933-35.
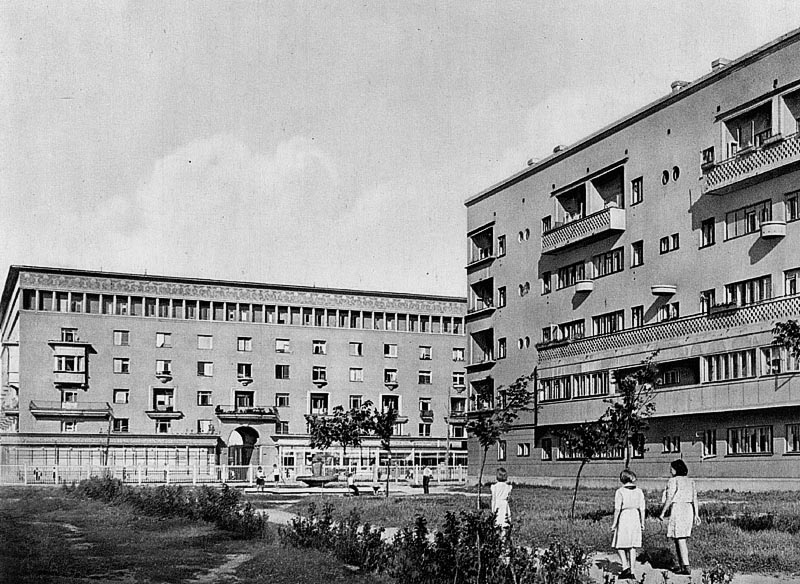
Vivienda Schosse Entuziastov de Guryev-Gurevich y Zaltsmann, 1935-36.
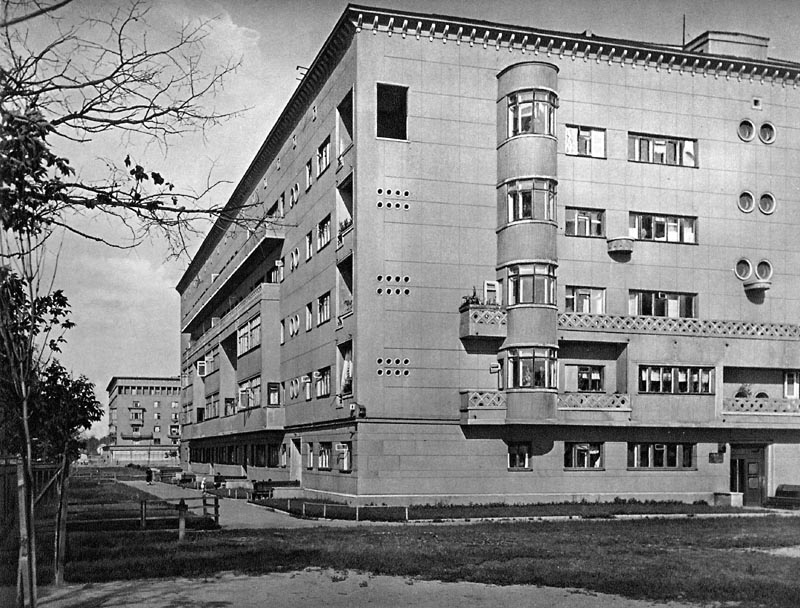
Vivienda Schosse Entuziastov de Guryev-Gurevich y Zaltsmann, 1935-36.

Leningrado
Sverdlovsk y Kuibyshev

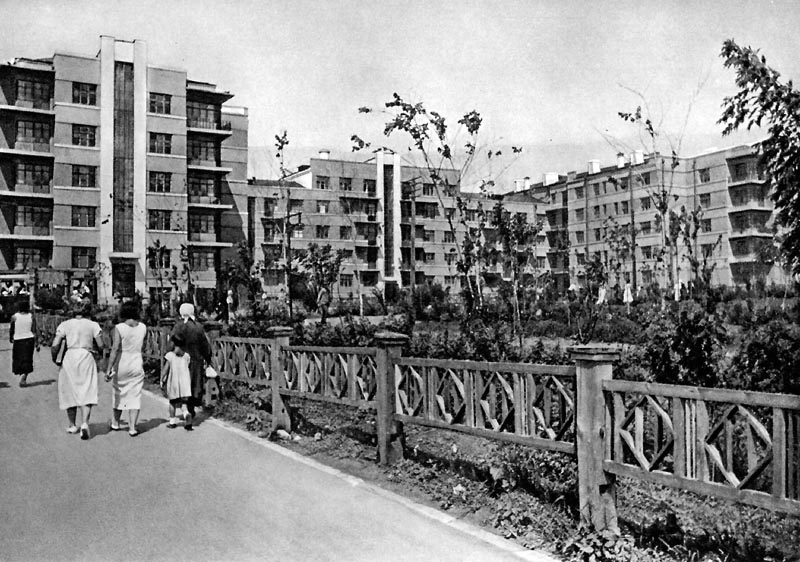
Vivienda Kuibyshev, por Matveyev y Bosim, 1936.
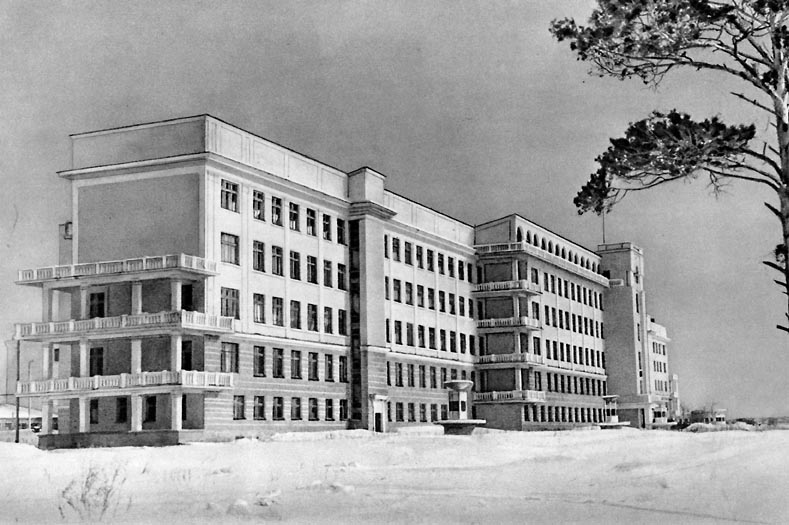
Sverdlovk, hospital, por Yugov, 1936-39.
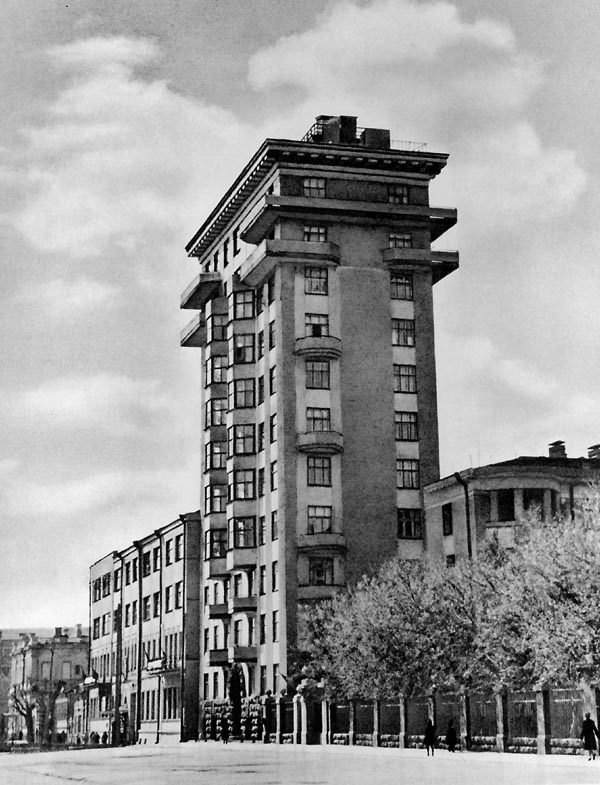
Torre de Sverdlovsk, 1932.
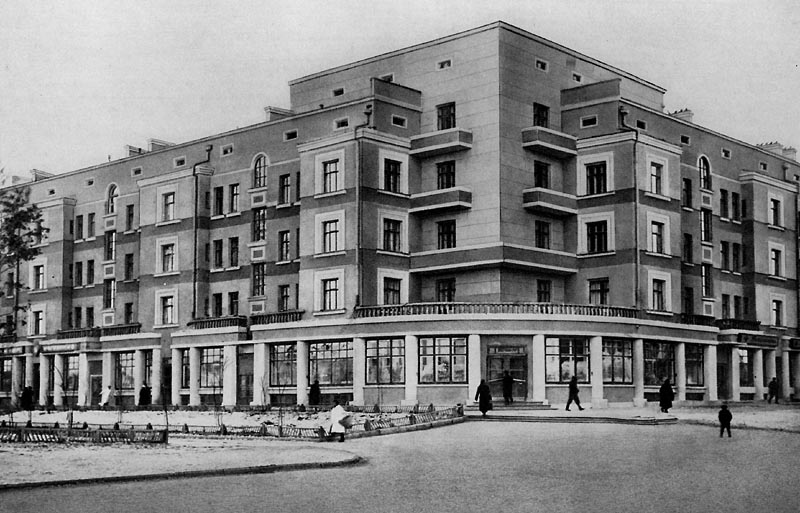
Sverdlovsk, vivienda por Oransky, 1936.

### Desaparición
En 1936, la «clase de 1929» de izquierdas y los más jóvenes (Mordvinov, Alabyan) habían adquirido cierta experiencia práctica. Estos arquitectos carecían por completo de la formación clásica de los antiguos constructivistas; la falta de habilidad les impedía inventar su propia encarnación del legado clásico; lo único que podían hacer era copiar. Como resultado, enterraron a sus maestros vanguardistas y pasaron directamente al neoclasicismo puro. No podían detenerse en el postconstructivismo porque ellos -a diferencia de Golosov o Fomin- no podían innovar. Mientras tanto, Fomin murió en 1936 y Golosov envejecía físicamente, despejando el camino a los jóvenes.
Otro grupo de jóvenes arquitectos, en busca de formación académica, se unió a los talleres de Zholtovsky y otros viejos neoclasicistas. También ellos se saltaron el postconstructivismo y fueron directos al canon estalinista. Sus viejos mentores seguían en activo y contaban con el apoyo del Estado. Ya no era necesario inventar nuevas formas o estilos. Los proyectos postconstructivistas se prolongaron unos años más, pero la Segunda Guerra Mundial acabó por sellar el destino de este estilo.

## Críticas a las tesis de Khan-Magomedov

### El papel del Estado
Autores como Dmitry Khmelnitsky aprecian los estudios de Khan-Magomedov sobre las décadas de 1920 y 1930, pero discrepan completamente con él sobre los orígenes y la evolución de la primera arquitectura estalinista y la desaparición del constructivismo.
Khan-Magomedov apenas menciona el papel del Estado (o de Iósif Stalin personalmente) en aquellos acontecimientos, presentando la desaparición de las vanguardias como una evolución natural dentro de la comunidad profesional. Admite que la profesión fue manipulada por la juventud de la «clase de 1929», pero no estudia las fuerzas que dieron forma y dirigieron sus ataques. Ni una palabra sobre la influencia personal de Stalin, ni una palabra sobre el aumento del terror. Khan-Magovedov discute ampliamente los ataques políticos de la VOPRA de 1929-1931, pero no menciona que formaban parte de una campaña nacional total. Como resumió Khmelnitsky, «el postconstructivismo nació del terror». El propio término es engañoso. Los rastros del estilo constructivista en el postconstructivismo de los años 30 son un signo de indecisión, no de tradición. Prohibieron el constructivismo, pero no explicaron qué hacer; el resultado es una patología arquitectónica. La comparación con los paralelos europeos es inútil. No hubo paralelos europeos, ni siquiera la arquitectura nazi se acerca».

### El factor Art Déco
El postconstructivismo se fusionó estrechamente con las adaptaciones soviéticas del Art Déco. Algunos ejemplos de este estilo, como la Biblioteca Lenin de 1934 de Vladimir Shchuko, pueden confundirse con el postconstructivismo. De hecho, Schuko era un neoclasicista experimentado y la Biblioteca fue su intento de diferenciarse en el clásico proletario con herramientas del Art Déco. La situación dentro de la comunidad profesional era aún más diversa que en la visión de Khan-Magomedov. El bloque de apartamentos de Vladimirov que aparece arriba suele clasificarse también como una adaptación del Art Déco.

## Actualidad

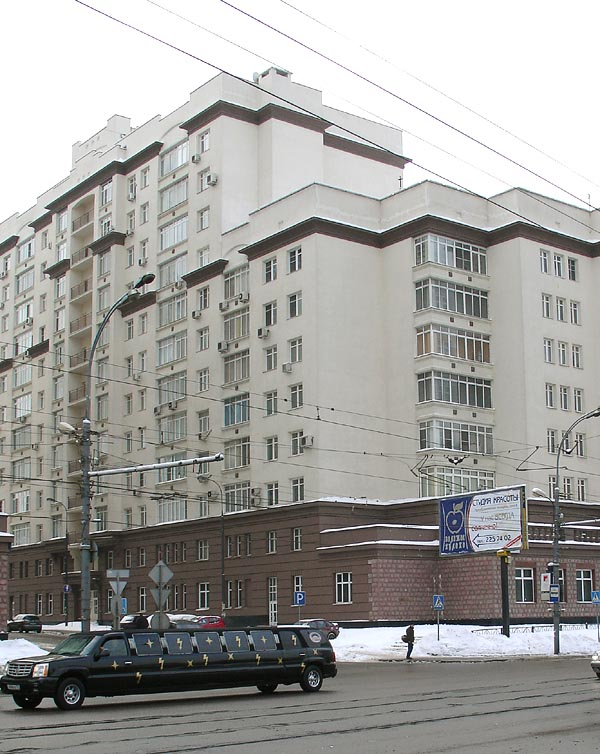
Preobrazhenskaya Zastava, 2002-2005, Moscú.

### Concienciación pública y preservación
El público en general rara vez conoce el concepto de postconstructivismo. Los agentes inmobiliarios clasifican estos edificios como stalinka primitiva, y así es como los percibe el público. En Moscú, estos edificios se derriban gradualmente o se reconstruyen por completo (véase fachadismo); la demolición de edificios postconstructivistas, con pocas excepciones, pasa desapercibida incluso dentro de la comunidad conservacionista. Un ejemplo perdido recientemente fue el edificio de A.A. Samoilov en Novy Arbat, Moscú, derribado en 2006.

### Riesgos de seguridad
Los edificios de los años 1920-1930 se construyeron utilizando tecnologías primitivas (mampostería, estuco húmedo, techos y tabiques de madera), materiales de baja calidad y una mano de obra de baja calidad. La mala calidad inicial y el mantenimiento inadecuado provocaron un rápido deterioro. Exceptuando unos pocos edificios de apartamentos de clase alta bien mantenidos, los primeros stalinka son inseguros. El 10 de febrero de 1999, un incendio en el departamento de policía de Samara, construido en 1936, mató a 57 hombres y mujeres. El 13 de febrero de 2006, el edificio constructivista Pravda de Panteleimon Golosov se incendió, matando a una persona e hiriendo a cuatro.

### Reconstrucción
La reconstrucción adecuada de los edificios constructivistas o de la primera Stalinka es todo un reto. Las estructuras son débiles y a menudo requieren una demolición completa. Un ejemplo notable es la Escuela 518 (Balchug, Moscú), diseñada en 1933 por Ivan Zvezdin (1899-1979) y terminada en 1935. Elogiado por Khan-Magomedov, el único edificio postconstructivista inscrito en el registro nacional de monumentos, el colegio fue reconstruido en 2001 según las normas de seguridad modernas. La mayor parte de los muros de carga y todos los interiores de 1935 se reconstruyeron completamente desde cero.

### Renacimiento
Los nuevos edificios postconstuctivistas o de principios de la stalinka son escasos. El proyecto de uso mixto Preobrazhenskaya Zastava (Преображенская Застава) (dos bloques, 308 apartamentos y tiendas) se terminó en 2002-2005. Inusualmente para el Moscú actual, parece un edificio de época, no una réplica barata y moderna. No tiene las características columnas cuadradas ni los esbeltos pórticos, pero es el mejor intento de recrear un estilo de los años treinta.
A menor escala, los estudios de arquitectura rusos diseñan casas de campo con auténtica forma postconstructivista.